# Вай (остров)
Вай (тайск. เกาะหวาย) — один из 52 островов архипелага, находящегося в Сиамском заливе. Административно относится к Таиландской провинции Трат, отдельному ампхе (вместе с несколькими маленькими окружающими островками и крупнейшим островом Чанг), является частью морского национального парка Ко-Чанг. Длина острова около 6 километров, ширина 1,5 километра в самом широком месте.

## Описание
Восточная часть острова окружена коралловым рифом и имеет песчаные пляжи. Западная часть более скалистая и служит местом гнездования для птиц. Остров покрыт лесными джунглями.
На острове отсутствуют постоянные поселения, инфраструктура, магазины, дороги, электричество, но имеется несколько отелей бунгального типа. Осуществляется ежедневное паромное сообщение с материком, с островами Ко Чанг и Ко Мак. Также множество компаний осуществляют связь с островом на скоростных катерах. Посещение острова включено в программы многих туров с Ко Чанга, поэтому в дневное время там достаточно многолюдно.